# Comuna Brînzenii Noi, Telenești
Comuna Brînzenii Noi este o comună din raionul Telenești, Republica Moldova. Este formată din satele Brînzenii Noi (sat-reședință) și Brînzenii Vechi.

## Demografie
Conform datelor recensământului din 2014, comuna are o populație de 2.650 de locuitori. La recensământul din 2004 erau 2.849 de locuitori.

## Administrație și politică
Componența Consiliului local Brînzenii Noi (11 consilieri), ales la 5 noiembrie 2023, este următoarea:
|  | Partid                                       | Consilieri | Componență | Componență | Componență | Componență | Componență | Componență |
|  | -------------------------------------------- | ---------- | ---------- | ---------- | ---------- | ---------- | ---------- | ---------- |
|  | Partidul Acțiune și Solidaritate             | 6          |            |            |            |            |            |            |
|  | Partidul „Renaștere”                         | 2          |            |            |            |            |            |            |
|  | Partidul Schimbării                          | 1          |            |            |            |            |            |            |
|  | Partidul Social Democrat European            | 1          |            |            |            |            |            |            |
|  | Partidul Socialiștilor din Republica Moldova | 1          |            |            |            |            |            |            |